# Strymon acis
Strymon acis is een vlinder uit de familie van de Lycaenidae. De wetenschappelijke naam van de soort werd als Papilio acis in 1773 gepubliceerd door Drury.

## Ondersoorten
- Strymon acis acis
- Strymon acis bartrami (Comstock & Huntington, 1943)
  - = Thecla acis bartrami Comstock & Huntington, 1943
- Strymon acis casasi (Comstock & Huntington, 1943)
  - = Thecla acis casasi Comstock & Huntington, 1943
- Strymon acis mars (Fabricius, 1776)
  - = Papilio mars Fabricius, 1776